# Elaphoglossum luridum
Elaphoglossum luridum är en träjonväxtart som först beskrevs av Fée, och fick sitt nu gällande namn av Hermann Christ. Elaphoglossum luridum ingår i släktet Elaphoglossum och familjen Dryopteridaceae. Inga underarter finns listade.